# 尚忠王
尚 忠王（しょう ちゅうおう、1391年（洪武24年） - 1444年12月3日（正統9年10月24日））は、琉球王国の第一尚氏王統・第3代国王（在位：1440年 - 1444年）。第2代琉球国王。
尚巴志王の次男。尚巴志王が北山侵攻で今帰仁城の攀安知（はんあんち）を滅ぼして北山王の領土を併合すると、初代北山監守となった。1439年に尚巴志王の死去により即位した。尚忠王は使者を派遣し馬、貢物を入貢した。またジャワにも使者を派遣し、胡椒・蘇木を買わしめたり、南方貿易にも力を入れた。在位わずか5年、54歳のとき崩じた。

## 系譜
- 父：尚巴志王
- 母：眞鍋金（マチルギ、伊覇按司一世の長女）
- 妃：勝連城主の娘
  - 世子：尚思達王